# Бэйчжэнь
Бэйчжэ́нь (кит. упр. 北镇, пиньинь Běizhèn) — городской уезд городского округа Цзиньчжоу провинции Ляонин (КНР). Название в переводе означает «северная знаменитая горная гряда» — в честь горной гряды Иулюй, упомянутой ещё в «Чжоу Ли» в качестве одной из пяти «знаменитых горных гряд» (镇山) Поднебесной.

## История
Ещё при империи Хань в этих местах существовал уезд Улюй. При империи Цзинь он был переименован в «Гуаннин». После основания Китайской республики в рамках упорядочения названий административных единиц в масштабах страны, в связи с тем, что в провинции Гуандун также существовал уезд с названием «Гуаннин», уезд Гуаннин провинции Фэнтянь был переименован в «Бэйчжэнь». В 1929 году провинция Фэнтянь была переименована в провинцию Ляонин.
После захвата этих мест японцами и образования в 1932 году марионеточного государства Маньчжоу-го провинции Ляонин было возвращено название Фэнтянь, а в 1934 году была образована отдельная провинция Цзиньчжоу. После окончания Второй мировой войны и ликвидации Маньчжоу-го эти земли опять вошли в состав провинции Ляонин. После образования КНР эти земли вошли в состав новой провинции Ляоси, которая в 1954 году была объединена с провинцией Ляодун в провинцию Ляонин.
В 1955 году был образован Специальный район Цзиньчжоу (锦州专区) и уезд вошёл в его состав. В 1958 году он был расформирован, и уезд перешёл под юрисдикцию властей Цзиньчжоу. В 1965 году Специальный район Цзиньчжоу был образован вновь, но в 1968 году его опять расформировали.
В июне 1989 года уезд Бэйчжэнь был преобразован в Бэйчжэнь-Маньчжурский автономный уезд (北镇满族自治县). В марте 1995 года Бэйчжэнь-Маньчжурский автономный уезд был расформирован, а вместо него был создан городской уезд Бэйнин (北宁市). 8 февраля 2006 года Бэйнину было возвращено название «Бэйчжэнь».

## Административное деление
Городской уезд Бэйчжэнь делится на 6 уличных комитетов, 11 посёлков и 3 волости.